# دارة (جيولوجيا)

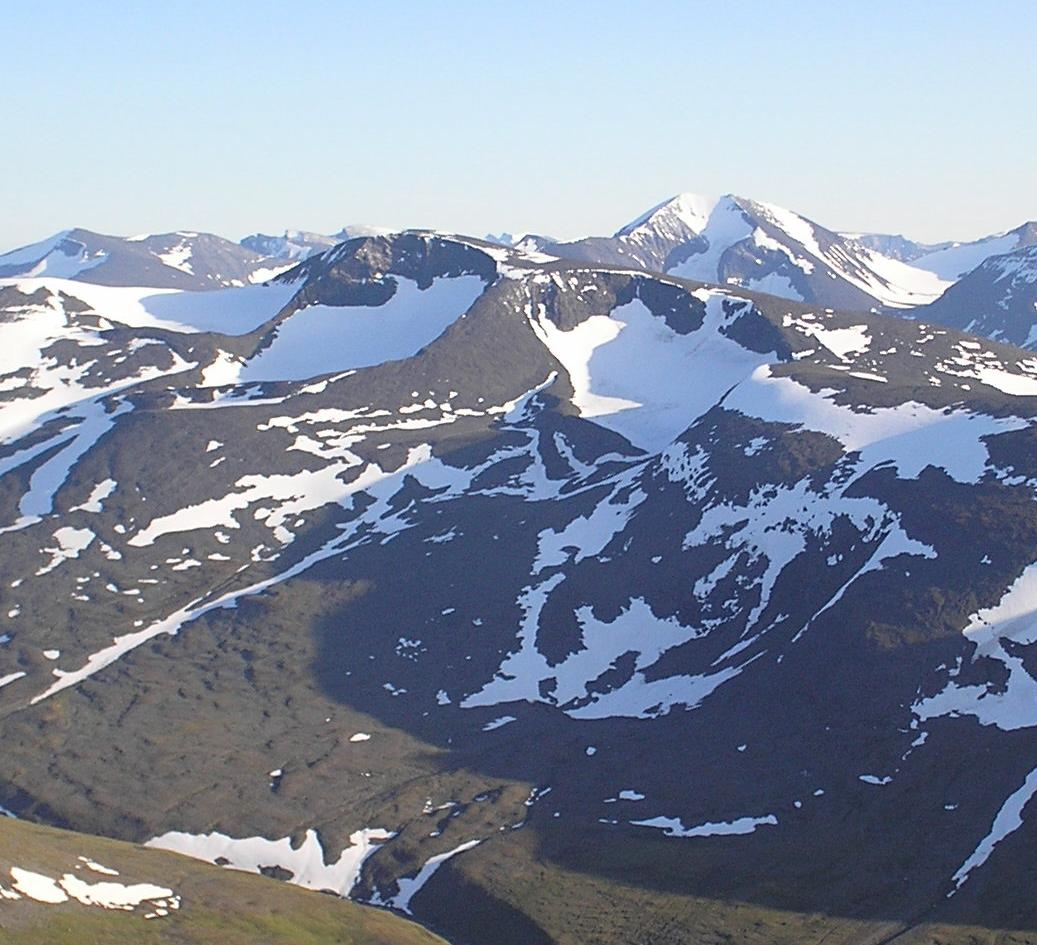
دارتان مع كتل ثلجية شبه دائمة بالقرب من متنزه أبيسكو الوطني ، السويد

الدارة أو الطوقة أو الحلبة  أو الدائرة أو الكَوْر هي أرض واسعة محفورة في شكل دائرة غير مكتملة، تظهر على هيئة منخفض، كالجفنة أو القصعة، ذات جوانب شديدة الانحدار، تكونت نتيجة للحت الجليدي أو المثلجي في المناطق الجبلية، وهي مصدر الثلاجات الوادية. وربما ترتبط بأودية غير مثلجية الأصل، وعندئذ تُعرف بالطوقة، كثيرا ما تتكون بحيرة في جفنة الدارة عندما يذوب جليد المثلجة.

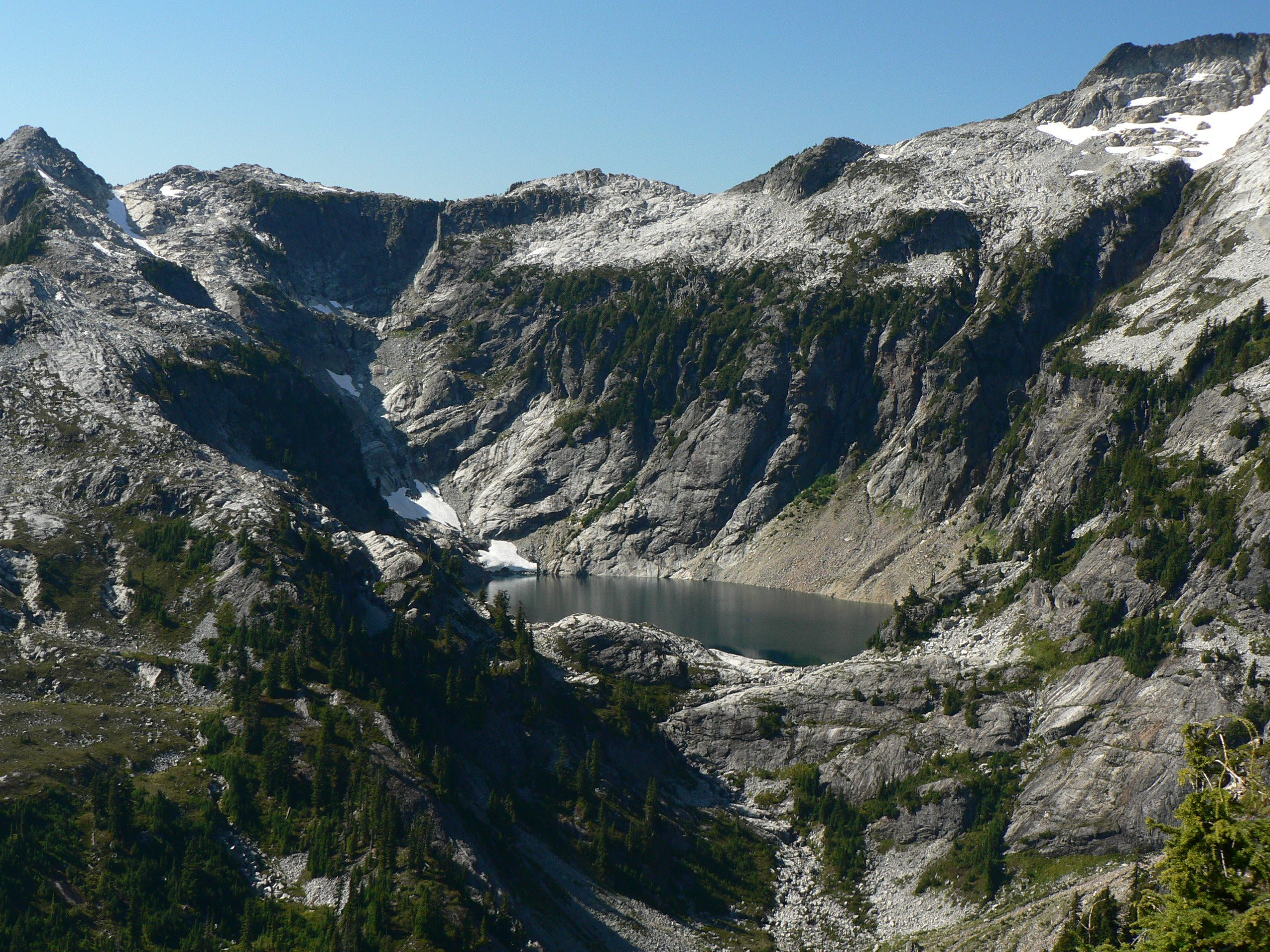
دارة بحيرة ثورنتون العليا، منتزه شمال كاسكيدز الوطني، الولايات المتحدة